# Limonium humile
Limonium humile  es una planta perenne perteneciente a la familia de las plumbagináceas. 

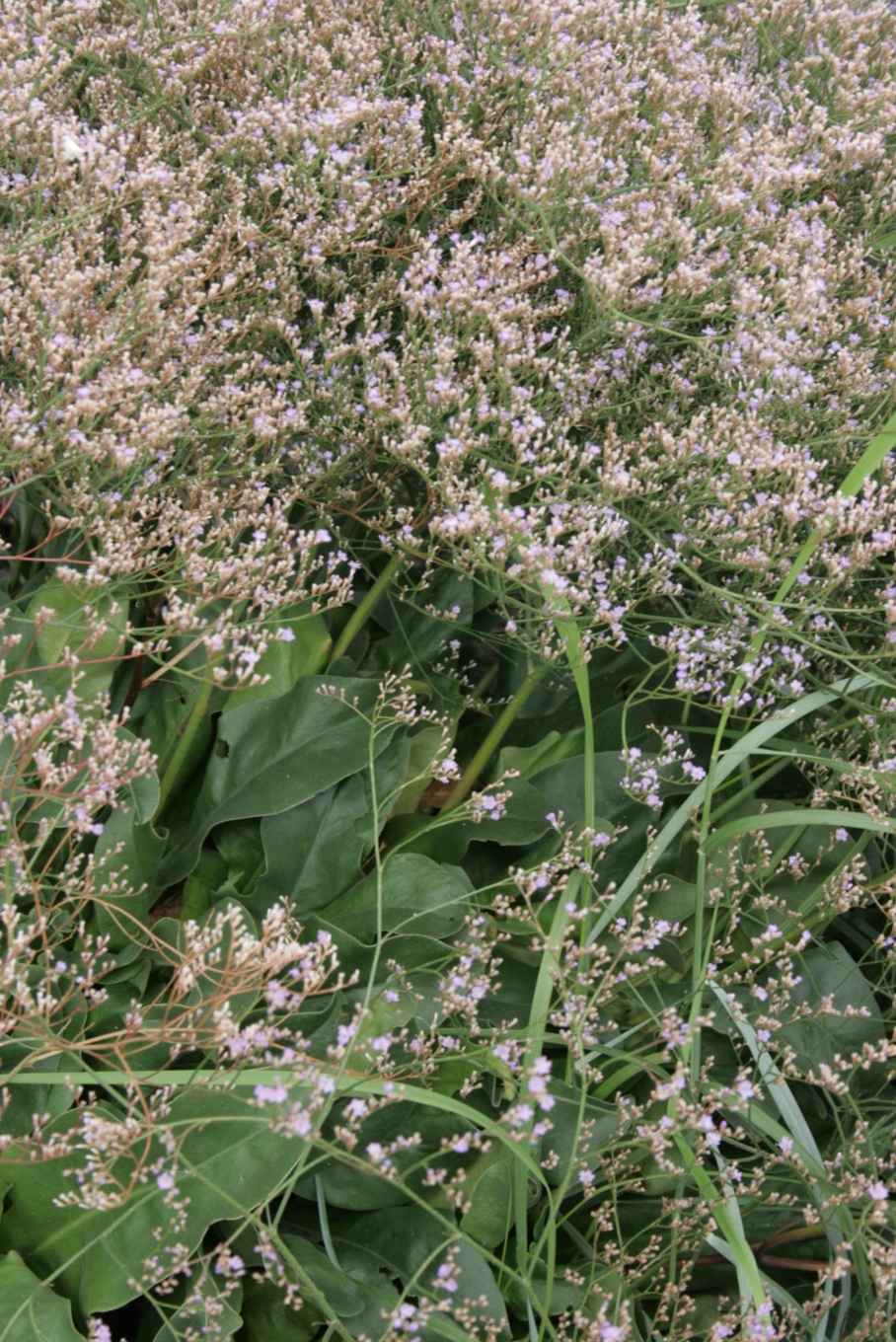
Vista de la planta

## Descripción
Como Limonium vulgare pero planta más pequeña de hasta 40 cm de tallos florales ramosos en la mitad superior y algo angulares. Flores en largas espigas de 3-5 cm, erectas, con 2-3 espículas por centímetro (espigas de 1-2 cm, extendidas, con 6-8 espículas por centímetro en Limonium vulgare)

## Distribución y hábitat
En Gran Bretaña, Francia, Irlanda, Alemania, Noruega, Suecia y Dinamarca. En marismas. En España en el Cantábrico. Florece en verano.

## Taxonomía
Limonium humile fue descrita por  Philip Miller y publicado en Gard. Dict., ed. 8. n. 4. 1768
Etimología
Limonium: nombre genérico que procede del griego leimon, que significa "pradera húmeda", aludiendo al hábitat de muchas de las especies del género.
humile: epíteto latino que significa "de pequeño tamaño".